# Monks Horton
Monks Horton es una parroquia civil del distrito de Folkestone and Hythe, en el condado de Kent (Inglaterra).

## Demografía
Según el censo de 2001, Newington tenía 95 habitantes (46,32% varones, 53,68% mujeres). El 22,11% eran menores de 16 años, el 71,58% tenían entre 16 y 74 y el 6,32% eran mayores de 74. La media de edad era de 41,29 años. Del total de habitantes con 16 o más años, el 21,62% estaban solteros, el 62,16% casados y el 16,22% divorciados o viudos. 46 habitantes eran económicamente activos, todos ellos empleados. Había 35 hogares con residentes, 3 vacíos y 3 eran alojamientos vacacionales o segundas residencias.